# Pedicularis lunglingensis
Pedicularis lunglingensis är en snyltrotsväxtart som beskrevs av Bonati. Pedicularis lunglingensis ingår i släktet spiror, och familjen snyltrotsväxter. Inga underarter finns listade i Catalogue of Life.